# 細岡哲也
細岡 哲也（ほそおか てつや）は、日本の医師、医学者。専門は、栄養学・代謝学・糖尿病学。学位は博士（医学）（神戸大学・2002年）。静岡県立大学食品栄養科学部・大学院食品栄養環境科学研究院准教授。

## 概要
栄養学、代謝学、糖尿病学を専攻する医学者である。脂肪組織の機能不全による代謝疾患に関する研究や、非アルコール性脂肪性肝炎に関する研究が知られている。須磨赤十字病院や神戸労災病院の内科で研修医となったのち、国立神戸病院の内科に医師として勤務した。神戸大学やハーバード大学で研究に従事したのち、神戸大学や静岡県立大学で教鞭を執った。

## 来歴

### 生い立ち
国が設置・運営する徳島大学に入学し、医学部の医学科にて学んだ。1994年（平成6年）3月、徳島大学を卒業した。それに伴い、学士（医学）の学位を取得した。同年4月より、日本赤十字社兵庫県支部が設置・運営する須磨赤十字病院にて、内科の研修医として勤務した。1996年（平成8年）6月より、労働福祉事業団が設置・運営する神戸労災病院にて、内科の研修医として勤務した。1997年（平成9年）6月より厚生省の施設等機関である国立神戸病院の内科に勤務した。さらに、国が設置・運営する神戸大学の大学院に進学した。大学院では医学研究科の内科学専攻にて学び、「Inhibition of the motility and growth of B16F10 mouse melanoma cells by dominant negative mutants of Dok-1」と題した博士論文を執筆した。2002年（平成14年）3月、神戸大学の大学院における博士課程を修了した。それに伴い、博士（医学）の学位を取得した。

### 医学者として
2002年（平成14年）4月、母校である神戸大学に採用され、大学院の医学系研究科にて研究員に就任した。2004年（平成16年）に神戸大学は国立大学法人化されたが、引き続き研究員として勤務した。2007年（平成19年）11月、神戸大学の大学院にて、医学系研究科のCOE研究員となった。医学系研究科においては、主として糖尿病・内分泌内科に携わった。2008年（平成20年）1月、アメリカ合衆国のハーバード大学にて、ベス・イスラエル・ディーコネス医療センターの研究員に就任した。ハーバード大学においては、バーバラ・カーンから指導を受けた。2010年（平成22年）4月、神戸大学の大学院にて、医学研究科の特命助教に就任した。医学研究科においては、主として糖尿病・内分泌内科学に携わった。2014年（平成16年）8月より、神戸大学の医学部に設置されている附属病院にて特定助教に就任した。医学部においては、主として内科学講座に携わった。2017年（平成29年）4月からは、神戸大学の大学院にて、医学研究科の助教に就任した。医学研究科においては、主として糖尿病・内分泌内科学に携わった。2019年（平成31年）4月、神戸大学の医学部に設置された附属病院にて講師に昇任した。医学部においては、主として内科学講座を担当した。2019年（令和元年）7月、神戸大学の大学院にて医学研究科の特命准教授に昇任した。医学研究科においては、主として先進代謝疾患治療開発学を担当した。
2021年（令和3年）4月1日、県と同名の公立大学法人が設置・運営する静岡県立大学に転じ、食品栄養科学部の准教授に就任した。食品栄養科学部においては、主として栄養生命科学科の講義を担当し、栄養生理学研究室を受け持った。また、静岡県立大学の大学院においては、食品栄養環境科学研究院の准教授も兼務することになった。大学院には研究院・学府制が導入されており、主として薬食生命科学総合学府の講義を担当した。また、他の教育・研究機関の役職も兼任していた。古巣である神戸大学においては、2021年（令和3年）4月より大学院の医学研究科で客員准教授を兼任していた。医学研究科においては、主として糖尿病・内分泌内科学を担当した。

## 研究
専門は医学であり、特に栄養学、代謝学、糖尿病学といった分野を研究していた。具体的には、脂肪組織の機能不全による代謝疾患について、それを形成する機構に関する研究に従事した。また、非アルコール性脂肪性肝炎について、その病態について研究するとともに、予防法や治療法の開発に取り組んだ。さらに、腸内細菌の代謝物について、それにより代謝を改善する機構に関する研究に従事した。
これまでの業績に対しては、複数の学術賞が授与されている。2005年（平成17年）には日本臨床分子医学会学術奨励賞を授与された。また、2009年（平成21年）には岡本研究奨励賞を授与された。
学術団体としては、日本糖尿病学会、日本肥満学会、日本内分泌学会、日本内科学会、日本病態栄養学会、日本臨床分子学会、日本糖尿病・肥満動物学会、日本分子生物学会、日本生化学会、などに所属していた。神戸糖尿病協会では、2016年（平成28年）4月に理事に就任した。また、日本肥満学会では、2018年（平成30年）10月に大会事務局の局長に就任した。同年10月、アジア・太平洋糖尿病・肥満研究会のシンポジウム事務局にて局長に就任した。

## 略歴
- 1994年 - 徳島大学医学部卒業[5]。
- 1994年 - 須磨赤十字病院内科研修医[3]。
- 1996年 - 神戸労災病院内科研修医[3]。
- 1997年 - 国立神戸病院内科医員[3]。
- 2002年 - 神戸大学大学院医学研究科博士課程修了[5]。
- 2002年 - 神戸大学大学院医学系研究科研究員[3]。
- 2007年 - 神戸大学大学院医学系研究科COE研究員[3]。
- 2008年 - ハーバード大学ベス・イスラエル・ディーコネス医療センター研究員[3]。
- 2010年 - 神戸大学大学院医学研究科特命助教[3]。
- 2014年 - 神戸大学医学部附属病院特定助教[3]。
- 2016年 - 神戸糖尿病協会理事[14]。
- 2017年 - 神戸大学大学院医学研究科助教[3]。
- 2018年 - 日本肥満学会大会事務局局長[14]。
- 2018年 - アジア・太平洋糖尿病・肥満研究会シンポジウム事務局局長[14]。
- 2019年 - 神戸大学医学部附属病院講師[3]。
- 2019年 - 神戸大学大学院医学研究科特命准教授[3]。
- 2021年 - 静岡県立大学食品栄養科学部准教授[8]。
- 2021年 - 静岡県立大学大学院食品栄養環境科学研究院准教授。
- 2021年 - 神戸大学大学院医学研究科客員准教授[3]。

## 賞歴
- 2005年 - 日本臨床分子医学会学術奨励賞[11]。
- 2009年 - 岡本研究奨励賞[11]。

### 註釈
1. ↑  徳島大学は、2004年に国から国立大学法人徳島大学に移管された。
2. ↑  須磨赤十字病院は、旧神戸赤十字病院と統合され、2002年に新制神戸赤十字病院が設置された。
3. ↑  神戸労災病院は、2004年に労働福祉事業団から独立行政法人労働者健康福祉機構に移管された。
4. ↑  厚生省は、労働省と統合され、2001年に厚生労働省が設置された。
5. ↑  国立神戸病院は、2004年に神戸医療センターに改組された。
6. ↑  神戸大学は、2004年に国から国立大学法人神戸大学に移管された。